# Jerseys økonomi
Jerseys økonomi er et højt udviklet social markedsøkonomi. Den drives i høj grad af international Finansiel service og juridiske services, der stod for 39,5% af bruttoværditilvæksten i 2019, hvilket var 4% mere end i 2018. Jersey bliver betragtet som en offshore-økonomi. Jersey har forudsætninger for at være en mikrostat, men har selvstyre som en kronbesiddelse som tilhører Storbritannien. Mange organisationer betragter øen som et skattely virksomheder.
Andre sektorer inkluderer bygge- og anlægsvirksomhed, detailhandel, landbrug, turisme og telekommunikation. Før anden verdenskrig var Jerseys økonomi præger af landbrug, men efter befrielsen blev turisme på øen populært. I nyere tid er finanssektoren blevet mere fremherskende, og det er blevet øens største industri.
I 2017 var Jerseys BNP per indbygger blandt de højeste i verden med $55.324. I 2019 voksede øens økonomi med 2,1%, hvilket svarer til £4,97 mia. In December 2020, there were 1,350 people actively seeking work.